# Армія Західної Пустелі
Армія Західної Пустелі (англ. Western Desert Force) — військове об'єднання армії Великої Британії, що діяло на півночі Африки під час кампанії в Лівійській пустелі часів Другої світової війни.

## Історія

### Північна Африка
17 червня 1940 року на базі 6-ї піхотної дивізії була розгорнута армія Західної Пустелі під командуванням майор-генерала Р.О'Коннора. До її складу увійшли 7-ма бронетанкова та 4-та Індійська піхотна дивізії.
На вересень 1940 року, на момент початку італійського вторгнення до Єгипту, армія Західної Пустелі входила до Середньосхідного командування фельдмаршала А. Вейвелла й мала у своєму складі приблизно 36 000 солдатів та 65 танків.
З грудня 1940 до лютого 1941 року армія провела операцію «Компас», завдавши поразки італійським силам, що діяли у Лівійській пустелі.
1 січня 1941 року армію Західної Пустелі перетворили на XIII армійський корпус. Після остаточного розгрому італійських військ у Киренаїці і 10-та італійська армія капітулювала, штаб корпусу був розформований, а функції керівництва британськими військами лягли на штаб командування «Киренаїка». Цей орган управління відповідав за впровадження стратегії позиційної оборони британських військ у Північній Африці, в той час як розгорталися інтенсивні бойові дії на Балканах, зокрема з огляду на участь британських експедиційних сил у Греції.
У лютому 1941 року за планом операції «Зоненблуме» для зміцнення залишків італійських військ у Лівії розпочалося розгортання німецьких військ («Німецького Африканського корпусу» під командуванням генерал-лейтенанта Е. Роммеля, до складу якого входили лише дві дивізії вермахту (5-та легка і 15-та танкова)). 6 квітня передовими підрозділами німецького генерала Г. фон Шверіна були захоплені в полон командувач командування «Киренаїка», кавалер Хреста Вікторії лейтенант-генерал Ф. Ним разом із Р.О'Коннором та низка вищих і старших офіцерів британської армії.
14 квітня армія Західної Пустелі була відновлена під командуванням майор-генерала Н.Бересфорд-Пирса. Головним завданням армії стала організація протидії німецько-італійським військам, що стримко просувалися до єгипетсько-лівійського кордону. У серпні 1941 року фельдмаршал А. Вейвелл був замінений на посаді командувача Середньосхідного командування генералом К. Окінлеком. З вересня усі британські сили, що билися на півночі Африки, почали зводити в створювану 8-му армію. Армія Західної Пустелі була вдруге переформована на 13-й армійський корпус і увійшла до цієї нової армії.